# Konstanty Czartoryski
 (octobre 2024).
Si vous disposez d'ouvrages ou d'articles de référence ou si vous connaissez des sites web de qualité traitant du thème abordé ici, merci de compléter l'article en donnant les références utiles à sa vérifiabilité et en les liant à la section « Notes et références ».
Konstanty Czartoryski (en lituanien : Konstantinas Algirdaitis Čartoriskis), né vers 1335, mort en Hongrie entre 1388 et 1390, est un prince lituanien.

## Biographie
Konstanty Czartoryski serait le fils de Karijotas ou de son frère Olgierd, il est donc le petit-fils de Ghédimin, grand-duc de Lituanie. Il doit son nom au village de  Chortoryisk (en), propriété de la famille. Il peut donc être considéré comme le fondateur de la famille Czartoryski.
Il gouverna la Podolie[Quand ?].

## Mariage et descendance
Son épouse Hanna lui donne trois fils:
- Gleb Konstantynowicz
- Grzegorz Konstantynowicz
- Wasyl Konstantynowicz (vers 1375-1416)

## Source de la traduction
- (pl) Cet article est partiellement ou en totalité issu de l’article de Wikipédia en polonais intitulé « Konstanty Czartoryski » (voir la liste des auteurs).